# عبد الله سعيد النجار
عبد الله سعيد النجار (1944- ) فنان سعودي، عازف عود وكاتب أغاني، ملحن ومغني. ولد في مكة المكرمة في عام 1944، اشتهر في منطقة الحجاز غرب السعودية. وعرف في العالم العربي من خلال عملين ثنائيين مع الفنانة (سوني أحمد) و(جيزيل نصر). أصدر أكثر من 45 أغنية. وعرفت أغانيه بطابعها العاطفي الراقص والمرح، وأشهرها أغنية (ياعسكري فك الإشارة). اعتزل عبد الله النجار في عام 1977. وصدرت جميع أعماله الفنية على أسطوانات بيك أب من قبل شركات رياض فون، زهور الحجاز وأسطوانات الريان.

## حياته
ولد عبد الله نجار في عام 1944 بمكة المكرمة، لعائلة مكية معروفة، وأتم مراحل دراسته العامة فيها.

## مشواره الفني
أثناء دراسته في المرحلة الثانوية أسس فرقة فنية، أحيت الحفلات والأمسيات الخاصة إلى جانب الفنانين والعازفين بمكة. سجل أولى أغنياته (مشتاق لنظراتك) في عام 1962، على هيئة دويتو مع الفنانة (سوني أحمد)، والتي لاقت رواجا كبيرا. أتبعها بديو مع الفنانة اللبنانية (جزيل نصر) أغنية (الأمل).

## أعماله
كتب عبد الله ولحن وغنى أغنية (يانجم ياسامر)، وأغنية (ياجارة)، (أسمر عجبني)، (من غير علاج)، (أنا في حبه أناني)، (يابعد حي وهلي)، (مرة في شارع جياد)، (مابين جياد والشامية)، (أسمر فتان)، وغيرها. وغنى من كلمات الشاعر يسلم علي وألحان الفنان طلال مداح أغنية (ياعسكري فك الإشارة).